# 总和纳瓦拉
总和纳瓦拉（UPN）是西班牙納瓦拉的政黨聯盟，由納瓦拉人民聯盟、人民黨與公民－公民党組成。該名單在2019年西班牙大选和地方選舉以及同時舉行的納瓦拉地方選舉之前形成。 該協議是作為UPN-Cs聯盟正式提出的，由於兩黨先前的協議，UPN將一些PP成員納入了聯盟名單中的保留職位。 UPN明確將Vox排除在聯盟之外。